# Chicago-Marathon 1999
| 22. Chicago-Marathon    | 22. Chicago-Marathon          |
| ----------------------- | ----------------------------- |
| Stadt                   | Chicago, Vereinigte Staaten   |
| Datum                   | 24. Oktober 1999              |
| Distanz                 | 42,195 Kilometer              |
| Sieger                  |                               |
| Männer                  | Khalid Khannouchi (2:05:42 h) |
| Frauen                  | Joyce Chepchumba (2:25:59 h)  |
| ← Chicago-Marathon 1998 | Chicago-Marathon 2000 →       |
| Website                 | Offizielle Website            |

Der Chicago-Marathon 1999 (offiziell: LaSalle Bank Chicago-Marathon 1999) war die 22. Ausgabe der jährlich stattfindenden Laufveranstaltung in Chicago, Vereinigte Staaten. Der Marathon fand am 24. Oktober 1999 statt.
Bei den Männern gewann Khalid Khannouchi in 2:05:42 h, bei den Frauen Joyce Chepchumba in 2:25:59 h.

## Ergebnisse

### Männer
| Platz | Athlet               | Land               | Zeit (h)   |
| ----- | -------------------- | ------------------ | ---------- |
| 01    | Khalid Khannouchi    | Marokko            | 2:05:42 WR |
| 02    | Moses Tanui          | Kenia              | 2:06:16    |
| 03    | Ondoro Osoro         | Kenia              | 2:08:00    |
| 04    | David Morris         | Vereinigte Staaten | 2:09:32    |
| 05    | Simon Kipruto Bor    | Kenia              | 2:09:35    |
| 06    | Eder Moreno Fialho   | Brasilien          | 2:09:36    |
| 07    | Joseph Kahugu        | Kenia              | 2:09:37    |
| 08    | James Kariuki        | Kenia              | 2:11:14    |
| 09    | Simon Lopuyet        | Kenia              | 2:11:18    |
| 10    | Thabiso Paul Moqhali | Lesotho            | 2:11:44    |

### Frauen
| Platz | Athletin          | Land                   | Zeit (h) |
| ----- | ----------------- | ---------------------- | -------- |
| 01    | Joyce Chepchumba  | Kenia                  | 2:25:59  |
| 02    | Margaret Okayo    | Kenia                  | 2:26:00  |
| 03    | Elana Meyer       | Südafrika              | 2:27:17  |
| 04    | Colleen De Reuck  | Südafrika              | 2:27:30  |
| 05    | Irina Bogatschowa | Kirgisistan            | 2:27:46  |
| 06    | Libbie Hickman    | Vereinigte Staaten     | 2:28:34  |
| 07    | Marian Sutton     | Vereinigtes Königreich | 2:28:42  |
| 08    | Renata Paradowska | Polen                  | 2:31:59  |
| 09    | Albina Gallyamova | Russland               | 2:32:24  |
| 10    | Kristy Johnston   | Vereinigte Staaten     | 2:32:34  |